# Třešť
Třešť (in tedesco Triesch) è una città della Repubblica Ceca facente parte del distretto di Jihlava, nella regione di Vysočina.